# Seres (geslacht)
Seres is een geslacht van vliesvleugeligen uit de familie Pteromalidae. De wetenschappelijke naam van dit geslacht is voor het eerst geldig gepubliceerd in 1919 door Waterston.

## Soorten
Het geslacht Seres omvat de volgende soorten:
- Seres armipes Waterston, 1919
- Seres longicalcar van Noort, 1993
- Seres solweziensis van Noort, 1993
- Seres wardi van Noort, 1993